# Domingos dos Santos da Conceição

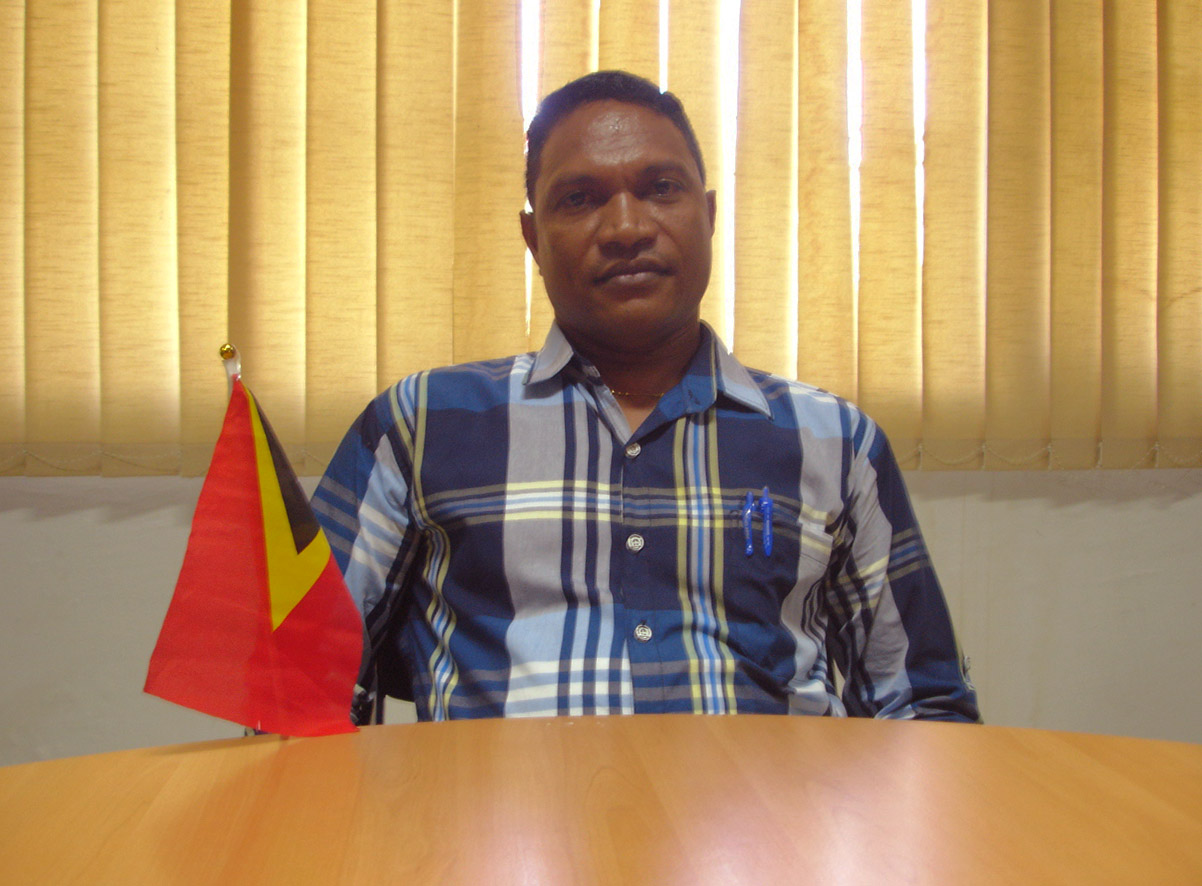
Domingos dos Santos da Conceição (2014)

Domingos dos Santos da Conceição, Kampfname Mau Caro, ist ein osttimoresischer Verwaltungsbeamter und Politiker. Er ist Mitglied der Partei Congresso Nacional da Reconstrução Timorense (CNRT). Mindestens zwischen 2012 und 2020 war Conceição Administrator der Gemeinde Liquiçá.
Am 1. Juli 2023 wurde Conceição, in der IX. Regierung Osttimors von Premierminister Xanana Gusmão, zum Staatssekretär für Fischerei vereidigt.